# Knights of the Cross
A Knights of the Cross a Grave Digger német power metal zenekar albuma. 1998-ban jelent meg. A lemez a keresztes lovagokról és az általuk viselt háborúkról szól.

## Számok listája
- Deus Lo Vult
- Knight Of The Cross
- Monks Of War
- Heroes Of This Time
- Fanatic Assassins
- Lionheart
- Keeper Of The Holy Grail
- Inquisition
- Baphomet
- Over The Sea
- The Curse Of Jacques
- Battle of Bannockburn

## Közreműködők
- Chris Boltendahl – ének
- Uwe Lulis – gitár – jelenleg Rebellion
- Jens Becker – basszusgitár
- Stefan Arnold – dob

## Middle Ages Trilogy
A Middle Ages Trilogy a Grave Digger három történelmi témájú lemezének összefoglaló neve.Az első az 1996-ban kiadott Tunes of War Skócia történelméről, az 1999-ben megjelent harmadik Excalibur Arthur királyról és a Kerekasztal lovagjairól szól.

## Külső hivatkozások
- grave-digger.de
- dalszövegek